# Aérodrome d'Am Timan
L'aérodrome d'Am Timan est un aérodrome desservant Am Timan au Tchad.

## Situation
| \| 100 km1:18 338 000 \|Abéché Am-Timan Faya-Largeau Moundou N'Djaména Sarh |
| 100 km1:18 338 000                                                          |

## Compagnie aérienne et destination
| Compagnies     | Destinations |
| -------------- | ------------ |
| Tarco Airlines | Khartoum     |

Edité le 16/11/2023